# Équipe de Croatie des moins de 17 ans de football
Maillots
L'équipe de Croatie de football des moins de 17 ans est constituée par une sélection des meilleurs joueurs croates de moins de 17 ans sous l'égide de la Fédération de Croatie de football.

## Parcours

### Parcours en Championnat d'Europe
| - 1994 : Non qualifiée - 1995 : Non qualifiée - 1996 : Quarts-de-finale - 1997 : Non qualifiée - 1998 : Quarts-de-finale - 1999 : 1er tour - 2000 : Non qualifiée - 2001 : 3e - 2002 : Non qualifiée - 2003 : Non qualifiée - 2004 : Non qualifiée - 2005 : 4e - 2006 : Non qualifiée - 2007 : Non qualifiée - 2008 : Non qualifiée |  | - 2009 : Non qualifiée - 2010 : Non qualifiée - 2011 : Non qualifiée - 2012 : Non qualifiée - 2013 : 1er tour - 2014 : Non qualifiée - 2015 : Quarts-de-finale - 2016 : Non qualifiée - 2017 : 1er tour - 2018 : Non qualifiée - 2019 : Non qualifiée - 2020 - 2021 : Éditions annulées - 2022 : Non qualifiée - 2023 : 1er tour |

### Parcours en Coupe du monde
| - 1993 : Non qualifiée - 1995 : Non qualifiée - 1997 : Non qualifiée - 1999 : Non qualifiée - 2001 : 1er tour - 2003 : Non qualifiée - 2005 : Non qualifiée - 2007 : Non qualifiée - 2009 : Non qualifiée |  | - 2011 : Non qualifiée - 2013 : 1er tour - 2015 : Quarts-de-finale - 2017 : Non qualifiée - 2019 : Non qualifiée - 2023 : Non qualifiée |

## Anciens joueurs
- Niko Kranjčar
- Dejan Prijić
- Hrvoje Čale
- Dejan Lovren